# Абиссинский талер
Абиссинский (эфиопский) талер, быр — денежная единица Абиссинии (общепринятое название Эфиопии до 1931 года) в 1893—1936 и 1940—1945 годах. Другие варианты названия — эфиопский талер, талер Менелика, талари.

## Монеты Эфиопии до введения талера
На территории Эфиопии первые собственные монеты — золотые, серебряные и бронзовые — чеканились в Аксумском царстве, начиная со II и оканчивая XI веком. Затем до начала XIX века выпуск собственных денег не производится. Использовались византийские монеты, монеты Арабского халифата и других исламских государств.
В 1807—1886 годах собственные монеты чеканил султан Харэра. Иногда в XIX веке на монетах других стран делались локальные надчеканки.
В XVIII — первой половине XX века самой популярной монетой на территории современной Эфиопии был талер Марии Терезии, разновидность австрийского конвенционного талера 1753 года, который выпускался сначала в качестве инструмента внутреннего денежного обращения, но затем стал использоваться уже только для внешней торговли. На монете был изображён профиль императрицы Марии Терезии (1740—1780), откуда и пошло название. Без изменения оформления и с указанием года смерти императрицы уже только в качестве торговой монеты талер Марии Терезии продолжали выпускать до середины XX века (в том числе по соглашению с Австрией другие страны). С 1751 по 2000 год было отчеканено около 389 млн экземпляров монеты, ставшей самой распространённой в Леванте и Северо-Восточной Африке. Из этих регионов её не смогли вытеснить ни песо, ни лёвендальдер, ни чеканившиеся специально для местных рынков торговые монеты других государств.
Первое упоминание о хождении талера Марии Терезии в Эфиопии относится ко времени правления императора Йасу II (1730—1755). По сведениям путешественника Джеймса Брюса, в 1768 году эта монета преобладала в регионе. Во время англо-эфиопской войны 1867—1868 годов этими талерами оплачивались местные расходы британской армии. По оценке Йозефа Калмера и Людвига Хюна (Ludwig Hyun), до 1931 года в Эфиопию попало свыше 20 % отчеканенных к этому моменту талеров Марии Терезии. В годы Второй мировой войны британцы изготовили около 18 млн этих монет в Бомбее для использования в ходе восточноафриканской кампании против Италии.
Название этой самой популярной монеты региона в XIX и первой половине XX века на амхарском языке — «быр» (ብር), что означает «серебро» (происходит от более древнего корня — «быть белым»). Бырами стали и все монеты типа талера местной чеканки.

## История выпуска
9 февраля 1893 года император Абиссинии Менелик II (1889—1913) ввёл в обращение абиссинский талер (другие варианты названия: «эфиопский талер», «талер Менелика», «талари», «быр» или «бер»), почти соответствовавший по содержанию серебра талеру Марии Терезии. До 1903 года он был равен 20, а после — 16 гершам. Сначала параллельной, а с 1931 года единственной разменной денежной единицей также была матона или метонья (1⁄100 талера).
На лицевой стороне талера Менелика был отчеканен бюст императора, на оборотной — шагающий лев Иуды со знаменем. Круговые легенды были выполнены на амхарском языке. Кроме того, чеканились дробные (1⁄2, 1⁄4 талера и т. д.), герши и матоны. Выпускались также золотые монеты — верки. С 1915 по 1936 год в Абиссинии печатались банкноты. На амхарском языке их достоинство указывалось в бырах, на французском — в талерах.
В 1908—1928 годах параллельно с абиссинским талером на территории Эфиопии имел хождение французский франк, а также упоминавшийся ранее талер Марии Терезии. 
Однако начавшийся в 1929 году всемирный экономический кризис осложнил положение в финансовой системе страны. В связи с нехваткой разменной монеты, даже в 1936 году в качестве заменителя наличных денег использовались брикеты соли. 3 октября 1935 года началось итальянское вторжение в Эфиопию в ходе которого 5 мая 1936 итальянские войска заняли столицу страны - и в захваченном итальянскими войсками Эфиопском банке в Аддис-Абебе было обнаружено значительное число брикетов соли, внесённых в реестр и хранившихся вместе с золотом. 9 мая 1936 года официальной валютой стала итальянская лира. 1 июня 1936 года территория Эфиопии была включена в состав колонии «Итальянская Восточная Африка» и с 1938 года местной валютой стала лира Итальянской Восточной Африки.
В 1940—1941 годах по мере перехода территории Итальянской Восточной Африки под контроль Великобритании вместо лиры на отвоёванных территориях вводился восточноафриканский шиллинг (приравнен к английскому шиллингу, то есть к 1⁄20 фунта стерлингов), и в Эфиопии в дополнение было возобновлено обращение талера. Сохранялось обращение талера Марии-Терезии. Использовались также египетский фунт, индийская рупия и фунт стерлингов.
Эфиопия находилась под протекторатом британской администрации до 1952 года. В период его действия, 23 июля 1945 года, был выпущен в обращение эфиопский доллар (быр), полностью заменивший восточноафриканский шиллинг и эфиопский талер в феврале 1946 года. 1 новый быр (доллар) = 2 шиллинга = 0,66 старого быра (талари).

## Монеты
На всех монетах годы чеканки во всех случаях указаны по эфиопскому календарю.
Менелик II (1889—1913):
- медные монеты:
  - 1⁄2 матоны (1888),
  - 1 матона (1889),
  - 1 герш (1888)
  - 1⁄32 быра (1889);
- серебряные монеты:
  - 1 герш (1889, 1891, 1895),
  - 1⁄8 быра (1887, 1888),
  - 1⁄4 быра (1887—1889, 1895),
  - 1⁄2 быра (1887—1889),
  - 1 быр (1887—1889, 1892, 1895);
- золотые монеты:
  - 1⁄4 верка (1889),
  - 1⁄2 верка (1889),
  - 1 верк (1889).

Заудиту (1916—1930):
- золотые монеты:
  - 1⁄2 верка (1923),
  - 1 верк (1923).

Хайле Селассие I (1930—1974):
- медные монеты:
  - 1 матона (1923),
  - 5 матон (1923);
- никелевые монеты:
  - 10 матон (1923),
  - 25 матон (1923),
  - 50 матон (1923).

## Банкноты
Даты соответствуют европейскому календарю:
- Банк Абиссинии (банкноты образца 1915—1929 гг.): 5, 10, 50, 100, 500 талеров[14];
- Банк Эфиопии (банкноты образца 1932—1935 гг.): 2, 5, 10, 50, 100, 500 талеров[15].